# Wetzdorf (Herrschaft)
Die Herrschaft Wetzdorf war eine Grundherrschaft im Viertel unter dem Manhartsberg im Erzherzogtum Österreich unter der Enns, dem heutigen Niederösterreich.

## Ausdehnung
Die Herrschaft umfasste zuletzt die Ortsobrigkeit über Kleinwetzdorf, Großwetzdorf, Glaubendorf, Rohrbach, Dippersdorf und Kiblitz. Der Sitz der Verwaltung befand sich im Schloss Wetzdorf.

## Geschichte
Der letzte Inhaber der Allodialherrschaft war der Armeeliefreant Josef Pargfrieder, bis aufgrund der Reformen 1848/1849 die Herrschaft aufgelöst wurde.